# Goheung
Goheung (coreeană: 고흥군) este un oraș din Coreea de Sud.